# Alvesta
Alvesta es una pequeña ciudad  sueca en la provincia de Kronoberg. Está ubicada 20 kilómetros al oeste de la ciudad Växjö.
El origen del pueblo se debe a la construcción de las líneas férreas. Alvesta hace un nudo de conexiones. 
Aquí se cruzan las líneas de trenes Estocolmo-Malmö y Gotemburgo- Växjö -Kalmar y Karlskrona. 
En Alvesta hay también un campamento de refugiados.
En la década de 1980 llegaron muchos refugiados políticos y la gran mayoría provenía de Chile e Irán.